# K–5
Az K–5 (NATO-kódja: AA–1 Alkali) a Szovjetunióban az 1950-es évek elején kifejlesztett vezetősugaras irányítású légiharc-rakéta.  RSZ–1U típusjellel is ismert, a fejlesztés időszakában pedig "SM-gyártmány" jelzést használták. A nyilvánosság előtt az 1961. július 9-i tusinói légiparádén volt először látható.

## Története

### Az első változat
A rakéta fejlesztése 1951-ben, a hidegháború kezdeti időszakában indult, amikor a fő fenyegetést még a stratégiai bombázók jelentették. A légvédelmi rakéták tervezésére létrehozott, a Szovjetunió Minisztertanácsa 3. Főcsoportfőnöksége mellett működő KB–1 tervezőirodát bízták meg a rendszer tervezéssel, de számos más tervezőiroda is részt vett e munkában. (A KB–1 vezetője 1953-ig Szergo Berija, majd azt követően Alekszandr Alekszandrovics Raszpletyin volt.) Magát a rakétát a KB–1 32. sz. részlegében tervezték Dmitrij Ljudvigovics Tomasevics irányításával. A munka úttörő jellegű volt és komoly kihívás elé állította a tervezőket, mert a rakétát a vadászrepülőgépeken történő alkalmazás miatt kis méretben kellett elkészíteni. Fejlesztése párhuzamosan folyt az Izumrud repülőgép-fedélzeti radarberendezés fejlesztésével, amelyet az NII–17 tervezőirodában Viktor Tyihomirov vezetésével 1952-re készítettek el a MiG–15 és MiG–17 repülőgépek számára. Az akkori kor technikai színvonala még nem tette lehetővé önirányító berendezés használatát, ezért kényszerűségből a kevésbé hatékony vezetősugaras irányítást alkalmazták a K–5-höz. A rakéta további, a Szovjetunióban új technológiát megtestesítő rendszert is tartalmazott, így a K–5-t felszerelték háromcsatornás robotpilótával és rádiós közelségi gyújtóval.
Mire a K–5 1952-re elkészült, már készen álltak a MiG–17 első példányai, így a rakéta alkalmazását a MiG-15–ön elvetették, és néhány MiG–17-et alakítottak át a rakétarendszer hordozására. 1953-ban kezdődtek el a rakétával a kísérleti lövészetek. Kisméretű célok ellen alacsony hatékonyságúnak bizonyult. Az első sikeres alkalmazása csak 1955 tavaszán történt meg.
A rakétarendszert hivatalosan 1956-ban telepítették a MiG–17P–FU-n. A rendszer típusjelzése SZ–1–U volt, míg maga a rakéta az RSZ–1U jelzést kapta. Az RSZ rövidítés a rakétalövedékre (РС – реактивный снаряд ), az U pedig az irányíthatóságra (У – управляемый) utalt. A sorozatgyártást a Moszkva közelében található Kalinyingrádban (1996-tól: Koroljov) a 455. sz. üzem végezte. A rakéta másik gyári típusjelzése, a K–5 (К – Калининград) innen ered. 1956-ban folytak a rakétával a csapatpróbák, amelyhez a Gorkiji Repülőgépgyárban még 1956-ra elkészült MiG–17P–FU szolgált hordozóeszközül.

### K–5M
1954-ben a rakéta próbáival párhuzamosan már elkezdődött a továbbfejlesztése, és az akkor a fejlesztés végső stádiumában lévő MiG–19 fegyverzetébe történő integrálásának előkészítése. A MiG–19-en történő alkalmazás érdekében 15 km-re kellett növelni az alkalmazás magasságát, és megnövelték az alapváltozat 2–3 km-es hatótávolságát. Az új változat 1955-re főbb vonásaiban már kialakult, és a rakéta a K–5M, illetve RSZ–2U típusjelzést kapta, míg maga a rendszer az SZ–2–U jelzést. Az első indításra MiG–19 fedélzetéről már 1956 tavaszán sor került. A MiG–19 az első tesztekhez használt Izumrud–2 radar helyett új rádiólokátort kapott, az RP–2U típust. A MiG–19-en pedig meg kellett oldani a hajtóművek levegőben történő újraindítását, mert a repülőgépről indított rakéta égéstermékei a hajtóműbe kerülve gyakran annak leállását okozták. A K–5M-t hivatalosan 1957 novemberében rendszeresítették, a csapatoknál pedig 1958-ban jelent meg.

### K–5MSZ
Az 1950-es évek végére a K–5 és K–5M rakéta már elavultnak számított. A fejlesztés alatt lévő új vadászrepülőgépek (MiG–21 és Szu–9) és az időközben elkészült új fedélzeti rádiólokátorok (például Almaz–3) hatására modernizálni kellett a rakétát.
A K–5MSZ, vagy RSZ–2USZ típusjelzésű rakéták sorozatgyártása 1959-ben kezdődött el, és teljesen leváltották vele a korábban rendszeresített K–5M rakétákat. A K–5MSZ az 1959–1963 között mintegy ezer példányban készült Szu–9 alapvető légiharc-rakétafegyvere lett, de a MiG–21PF fegyverzetébe is integrálták. A K–5 rakétacsaládból ezt a változatot gyártották a legnagyobb mennyiségben. A kalinyingrádi üzem mellett a 485. sz. kijevi, az 575. sz. izsevszki, a 635. sz. kovrovi, és a 43. sz. moszkvai üzemekben is folyt. A rakéta rendszeresítésekor azonban már javában folytak a jóval hatékonyabbnak ígérkező, infravörös önirányítású R–3SZ (K–13) rakéta tesztjei, így a K–5 érdemi fejlesztése tovább nem folytatódott.

## Szerkezeti kialakítása

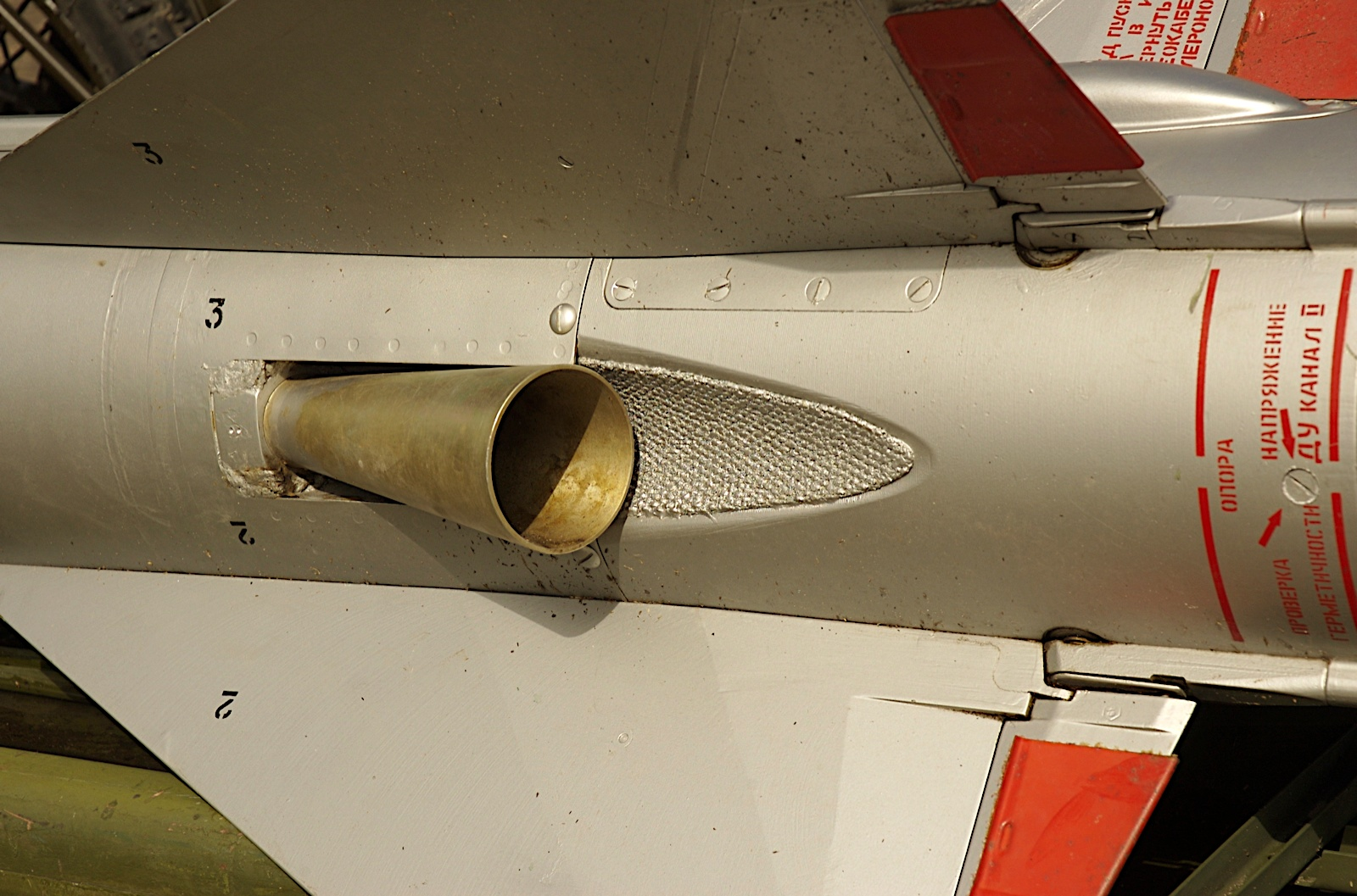
A rakétahajtómű fúvócsöve a törzs oldalán

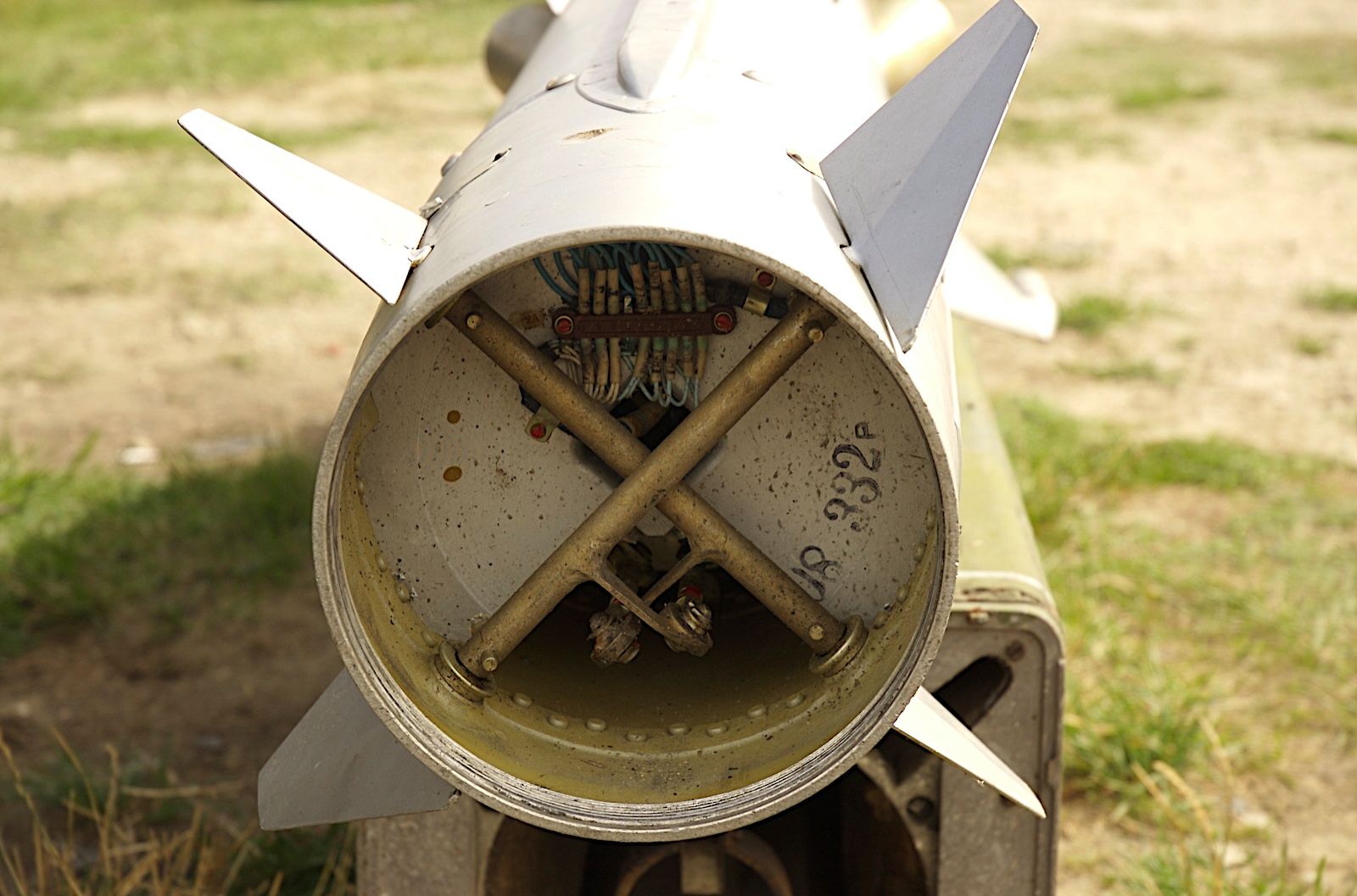
A kormányokat mozgató mechanizmus

Kormányfelületei kacsa-elrendezésűek. Az első változatnak háromszögletű stabilizátora volt, a későbbi, sorozatgyártású változatoknak nagyobb felületű, trapéz formájú szárnya volt. A rakéta orr-részében található a rádiós közelségi gyújtó, amely a cél 10 m-es körzetében hozta működésbe a harci részt. Amennyiben a rakéta nem találta el a célt, egy megadott idő után a gyújtó automatikusan működésbe hozta a rakéta önmegsemmisítő rendszerét. A gyújtó mögött helyezték el a repesz-romboló harci részt. Ezt követi a kormánymű, amelyben egy-egy pneumatikus munkahenger mozgatja páronként a kormányfelületeket. A pneumatikus munkahengerek mozgatására sűrített levegő szolgált. A kormánymű része a háromcsatornás robotpilóta is. A rakétatörzs középső részében helyezkedik el a szilárd hajtóanyagú rakétahajtómű. Tekintettel arra, hogy a törzs végében helyezkedett el az antenna és az irányítóberendezés, a hajtómű két fúvócsövét a stabilizáló szárnyak között, a törzs oldalán helyezték el. A rakéta végében helyezkedett el az irányítóberendezés elektronikus blokkja, valamint a vezetősugarakat vevő egyik antenna. További négy antenna található a stabilizátorszárnyak végében.

## Működése
A rakéta vezetősugaras irányítású. A rakétát hordozó repülőgép rádiólokátorával előbb felderíti a célt, majd a radarberendezést tűzvezető üzemmódba kapcsolva, a sugárnyalábot folyamatosan a célon kellett tartani. A rakéta a sugárnyalábban haladva jutott el a célig. Tűzvezető üzemmódban a radar négy vékony, különböző amplitúdójú  tűnyalábot bocsát ki, amelyek részben átfedik egymást. A rakéta akkor halad a helyes irányon, ha mind a négy tűnyaláb jelét veszi. Amennyiben letér erről a pályáról, az irányítóberendezés érzékeli, hogy mely tűnyalábok jelei hiányoznak, és ennek megfelelően olyan kormányparancsokat dolgoz ki, hogy a rakéta visszatérjen a tűnyalábok közös zónájába. A rakéta célra vezetéséhez a lokátor sugárnyalábját a repülőgép pilótájának folyamatosan a célon kellett tartania, amely a gyakorlatban azt jelentette, hogy a rádiólokátor indikátorának egy adott jelzésén kellett tartani a cél jelét. Ezt az irányítási módot csak lassan manőverező célok (például bombázók) ellen lehetett hatékonyan alkalmazni, az intenzív manővereket igénylő légi harc során ez az eljárás nem hatékony.

## A K–55
Lásd még: K–55
A nehézkes vezetősugaras irányítási mód felváltására már 1960-ban folytak kísérletek a R–3SZ infravörös fejének alkalmazására a K–5-ön. A K–55 rakétát R–55 típusjelzéssel azonban csak 1969 januárjában rendszeresítették a Szu–9 fegyverzetében. Habár a szerkezeti kialakítása a K–5-é, lényegében egy attól teljesen eltérő légiharc-rakéta.  A vezetősugaras irányítás helyett infravörös önirányításúvá alakították át a K–5-öt. A vezetősugaras irányítás törzsvégi antennájára és az elektronikus blokk helyére a légiharc-rakétáknál szokatlan módon egy második repesz-romboló harci részt építettek be.

## Harci alkalmazása
A K–5 rakéta alapvetően nagyméretű bombázó repülőgépek megsemmisítésére, a hidegháborús harcászati elveknek megfelelően készült fegyver. Manőverező légiharcban nem volt hatékony. A rakétarendszert számos helyi konfliktusban alkalmazták ugyan a Közel-Keleten és Vietnámban is, de az ezekre az összecsapásokra jellemző légiharcokban nem volt sikeres és használható fegyver.

## Magyarországi alkalmazása
A K–5 rakétákat a Magyar Néphadseregben a MiG–19PM, MiG–21PF és MiG–21MF vadászrepülőgépek fegyverzetében alkalmazták.

## Külső hivatkozások
- Az K-5 / RSZ-1U az Ugolok Nyeba oldalán (oroszul)
- Az K-5M / RSZ-2U az Ugolok Nyeba oldalán (oroszul)
- Az K-5MSZ / RSZ-2USZ az Ugolok Nyeba oldalán (oroszul)
- Az RSZ-1U (K-5M) a Vojennaja Rosszija oldalán
- AZ RSZ-2U (K-5MSZ) a Vojennaja Rosszija oldalán